# Кронеберг, Иван Яковлевич
Ива́н (Иоганн-Христиан) Яковле́вич Кро́неберг (19 февраля (1 марта) 1788, Москва — 19 (31) октября 1838, Харьков) — русский эстетик, переводчик, литературный критик, педагог, знаток классической филологии, профессор, декан словесного факультета и ректор Императорского Харьковского университета, отец переводчика и критика Андрея Ивановича Кронеберга.

## Биография
Родился в 1788 году в Москве, немец по происхождению, евангелического вероисповедания, сын пастора евангелической церкви Св. Михаила в Москве Якоба Кронеберга. Образование получил в Галльском (1800—1804) и Йенском университетах (1805—1807). В студенческие годы совершил два пеших путешествия в Нюрнберг и Брауншвейг. Доктор философии с 1807 года. По возвращении в Россию служил в Экспедиции государственных налогов, был директором Московского коммерческого училища (1814—1818), с 1819 года — адъюнкт, затем (1821) профессор кафедры латинской словесности и древностей в Харьковском университете. Занимал должности декана словесного факультета, секретаря совета. С 1820 года по 1824 год состоял секретарем Совета университета, в 1821, 1823—1826, 1831—1833 годах был деканом словесного отделения философского факультета.
В 1826, 1829, 1833—1836 годах занимал должность ректора Харьковском университете. Стремясь превратить университет в научный и культурный центр по европейскому образцу, основал университетскую библиотеку, систематизировал коллекции древностей, приобрёл факсимильные гравюры Альбрехта Дюрера.
В 1834 году им был представлен проект учреждения при Харьковском университете педагогического института. Председатель Филотехнического общества. Принимал активное участие в строительстве немецкой кирхи в Харькове.
Кавалер орденов Святого Владимира 4-й степени (20 февраля 1818) и Святой Анны 2-й степени.
Умер 19 октября 1838 года в Харькове, похоронен на лютеранском кладбище. Некролог Кронебергу напечатал, возможно, В.Г. Белинский.

### Семья
Брат — Андрей Яковлевич (Иоганн Андреас) (4 февраля 1787, Москва — 24 марта 1827), доктор медицины (1810), профессор (1817), коллежский советник (1825).
Жена — Анна Якобина Мальвина, урожденная Кнаанштадт (Кнатштедт). Дети:
- Андрей (1815/1816—10.04.1855)[2], литератор и переводчик;
- Павел (1818, Москва— ?);
- Алексей (1824, Харьков — 1880, Екатеринбург), помощник управляющего Нижнетагильским горнозаводским округом; женат на старшей дочери П. Д. Соломирского Ольге (1837—1888).
- София
- Надежда — в замужестве Рындовская.

Я. И. Кронеберг и его дети были центром кружка харьковской интеллигенции, состоящего из преподавателей университета и людей искусства, проезжающих через Харьков. Среди них были литератор Александр Кульчицкий, Александр Станкевич, театральный критик А. Данилов, молодой профессор Г. Рындовский, приезжали к Кронебергам М. С. Щепкин и В. Г. Белинский.

## Сочинения
Был одним из основоположников изучения Шекспира в России. Составил ценный латино-русский словарь (М., 1860; 6-е изд.), издавал научный журнал «Минерва».
Издал ряд сочинений:
- «Об обрядах и обычаях древних римлян» (1818).
- «Antiquitates Romanae» (1823).
- «Латинская грамматика» (1820, 1825).
- «Taciti Annalium liber Ι» (1823).
- «Compendium Antiquitatum Romanorum» (1823).
- «О завоеваниях римлян» (1824).
- «О изобилии произведений пластического искусства у греков и о причинах оного» (1825).
- «Взгляд на Древнюю Грецию» (1826)[4].
- «Илиада» (разбор всех песен, 1826)[5].
- «Гораций» (1835).

Наибольшую известность И. Я. Кронебергу принёс его латинско-русский словарь, выдержавший в XIX веке 8 изданий.